# Zigeunermonument Hel en vuur
Het Zigeunermonument Hel en vuur op het Amsterdamse Museumplein is een bronzen beeld
van een man, vrouw en twee kinderen die vluchten voor een oplaaiend vuur. Het beeld staat op een gemetselde sokkel en is 3,50 m hoog. De maker is beeldhouwer Heleen Levano.
De tekst op de sokkel is ontleend aan een dodengebed van Roma en Sinti: Putrav lesko drom angle leste te na inkrav les mai but palpale mura brigasa (Stel hun weg in het nieuwe leven voor hen open en verlos hen van de banden van het verdriet).
Op de andere zijde van de sokkel staat de volgende tekst: 
Zigeunermonument ter nagedachtenis aan de miljoenen omgekomen zigeuners in de Tweede Wereldoorlog.
Aangeboden aan de stad Amsterdam door de Stichting ROM - 1 augustus 1978.
Het beeld is een geschenk van Heleen Levano aan de Stichting ROM (vroegere belangenorganisatie voor Roma en Sinti). Deze heeft het vervolgens aan de gemeente Amsterdam geschonken. Het monument is op 25 november 1978 onthuld door "zigeunerkoning" Koko Petalo. Het was na de zwerfkei in Vledder het eerste monument ter wereld voor Roma en Sinti.
Heleen Levano zegt over het ontwerp:
Aan Koka Patalo heb ik gevraagd wat voor zigeuners het symbool voor gevaar is. "Vuur," zei hij. Dus heb ik in het monument het vuur uitgebeeld waar ze doorheen zijn gegaan. Ik heb het gemaakt omdat het het enige antwoord is dat je kunt geven. Ik vind het iets verschrikkelijks, hoe een groep mensen heen en weer wordt gestuurd. Een heleboel mensen schijnen niet te weten of te willen weten dat er zoveel zigeuners zijn vermoord. Het is de manier om de aandacht te vestigen op een vergeten groep.
Sinti en Roma houden jaarlijks op 1 augustus een herdenkingsbijeenkomst bij het monument. In de nacht van 31 juli op 1 augustus 1944 zijn vijfduizend Roma en Sinti (mannen, vrouwen en kinderen) in Auschwitz vergast.

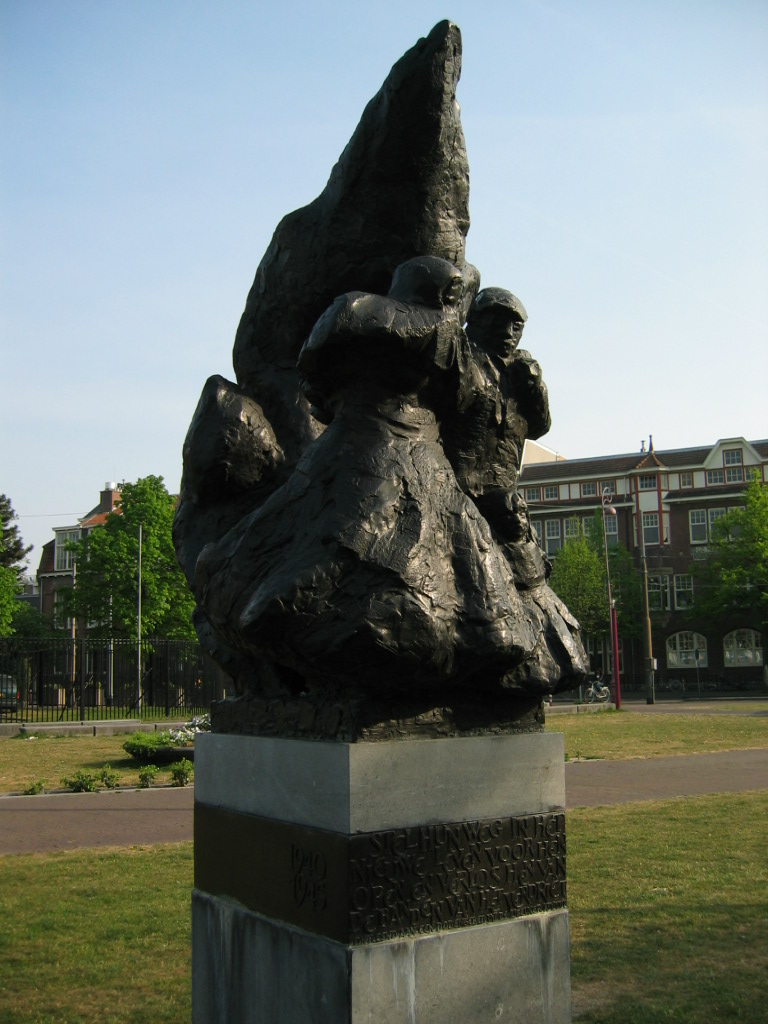
Detail Zigeunermonument Hel en vuur
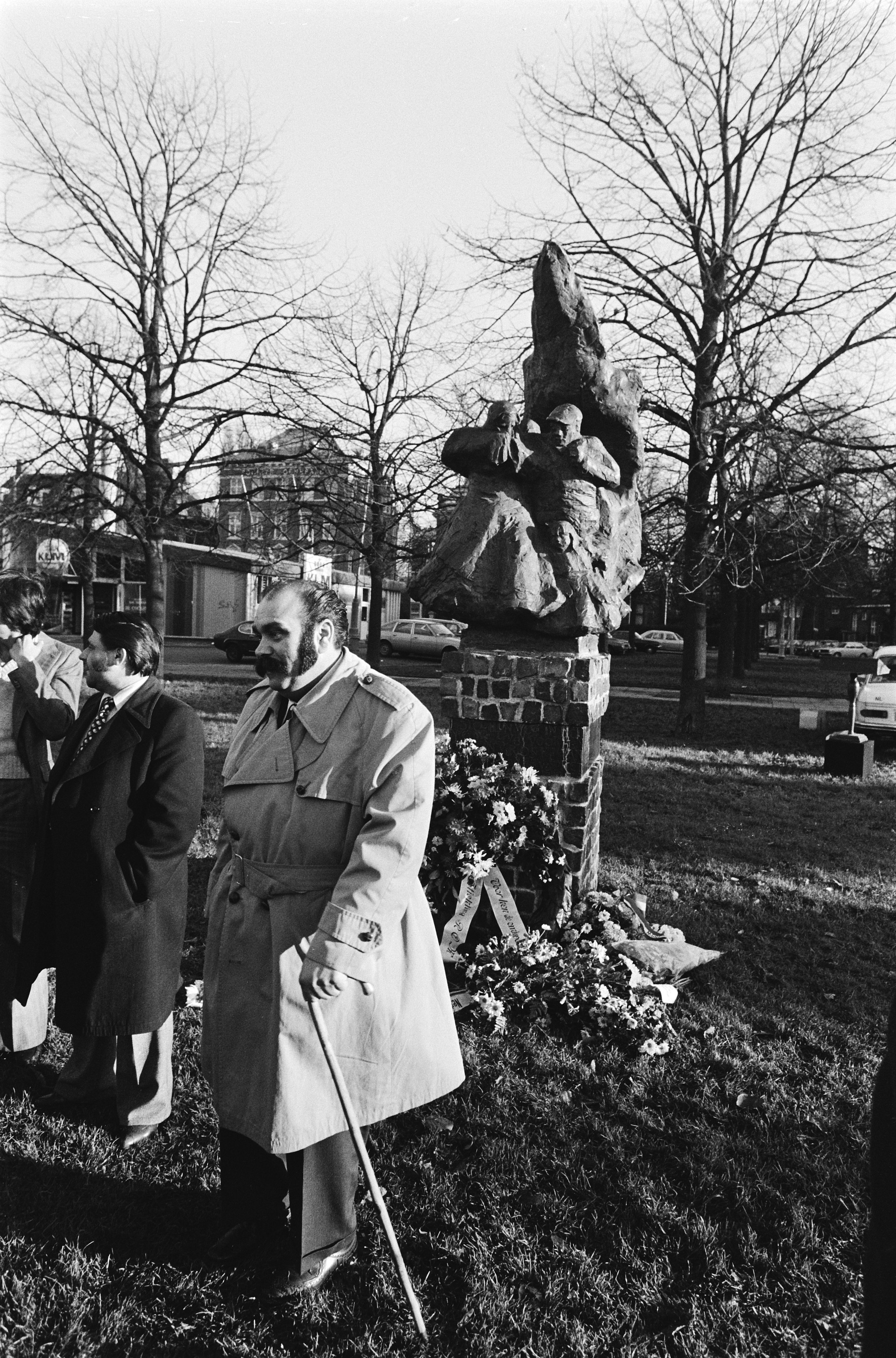
De onthulling van het monument met op de voorgrond Koko Petalo